# Hrabstwo Robertson (Kentucky)

Piramida wieku hrabstwa

Hrabstwo Robertson – hrabstwo w USA, w stanie Kentucky. Według danych z 2000 roku, hrabstwo zamieszkiwało 2266 osób. Siedzibą hrabstwa jest Mount Olivet